# أغ بلاغ عليا
أغ بلاغ عليا هي قرية في مقاطعة مشكين شهر، إيران. عدد سكان هذه القرية هو 24 في سنة 2006.